# Postmarxismus
Postmarxismus je směr v politické filozofii a sociální teorii, který vychází z některých myšlenek Karla Marxe, ale obchází ortodoxní marxismus, staví se zejména proti derivacionismu a esencialismu (např. nevnímá ekonomiku jako základ politiky a stát jako nástroj, který funguje vždy jen ve prospěch vládnoucí třídy). Termín postmarxismus se poprvé objevil v teoretické práci Ernesta Laclaua a Chantal Mouffeové Hegemonie a socialistická strategie z roku 1985. Právě tito dva autoři jsou se směrem nejčastěji spojováni, časem k němu byli přiřazeni někteří další filozofové, zejména Alain Badiou a Slavoj Žižek, také proto, že pojem neomarxismus začal být vnímán jako historický a vyhrazený pro filozofy frankfurtské školy (Theodor Adorno, Herbert Marcuse) a jiné neortodoxní marxisty 2. poloviny 20. století (Louis Althusser aj.). Neomarxismus a postmarxismus spojuje opuštění teorie základny a nadstavby, postmarxismus navíc reaguje na poststrukturalismus a zvláště jeho kritiku esencialismu marxismu (např. Jean Baudrillard) a částečně jí ustupuje. Zříká se tudíž do značné míry teorie hodnoty a nadhodnoty. Zatímco neomarxisté do marxismu integrovaly zvláště sémiotiku, existencialismus a psychoanalýzu, postmarxisté zejména Derridovu metodu dekonstrukce. Opouští také, jako již neomarxisté, teze z Marxovy Kritiky gothajského programu o diktatuře proletariátu jako nezbytné fázi cesty ke svobodné společnosti. Hlásí se naopak k údajnému humanistickému základu Marxovy teorie.